# Ulidia metallica
Ulidia metallica är en tvåvingeart som först beskrevs av Jacques-Marie-Frangile Bigot 1857.  Ulidia metallica ingår i släktet Ulidia och familjen stjärtflugor.
Artens utbredningsområde är Kuba. Inga underarter finns listade i Catalogue of Life.